# Flick of the Switch
Flick of the Switch è il nono album in studio del gruppo musicale australiano AC/DC, pubblicato il 15 agosto 1983 dalla Atlantic Records.

## Descrizione
Nonostante i grandi successi ottenuti gli anni precedenti, Angus e Malcolm Young decisero di dare una sferzata alla situazione che si era creata; licenziarono praticamente quasi tutto lo staff, il manager e il produttore Robert John "Mutt" Lange a cui era imputato il cambio del sound ed un leggero ammorbidimento del suono. L'album è stato inoltre l'ultimo registrato con il batterista Phil Rudd, il quale lasciò la formazione e fu rimpiazzato da Simon Wright. Rudd si sarebbe riunito agli AC/DC nel 1994 per registrare l'album Ballbreaker.
Decisero di autoprodurre l'album, il risultato fu un parziale insuccesso: infatti l'album fu distribuito peggio rispetto agli album precedenti e non ottenne il successo che forse meritava. Inoltre durante il tour che seguì l'uscita dell'album non furono incluse tracce attese come Bedlam in Belgium.

## Tracce
Testi e musiche di Angus Young, Malcolm Young e Brian Johnson.
1. Rising Power – 3:43
2. This House Is on Fire – 3:23
3. Flick of the Switch – 3:17
4. Nervous Shakedown – 4:22
5. Landslide – 3:56
6. Guns for Hire – 3:25
7. Deep in the Hole – 3:17
8. Bedlam in Belgium – 3:48
9. Badlands – 3:37
10. Brain Shake – 4:00

## Formazione
- Brian Johnson – voce
- Angus Young – chitarra solista
- Malcolm Young – chitarra ritmica
- Cliff Williams – basso
- Phil Rudd – batteria

## Classifiche
| Classifica (2021) | Posizione massima |
| ----------------- | ----------------- |
| Grecia            | 32                |